# Мазур Валерій Сергійович
Валерій Сергійович Мазур (нар. 13 серпня 1960, Українська РСР) — радянський та український футболіст, захисник та півзахисник, по завершенні кар'єри — футбольний тренер.

## Кар'єра гравця
Футбольну кар'єру розпочав 1982 року в миколаївському «Суднобудівнику». У 1987 році перейшов до херсонського «Кристалу». Потім виступав у якутських клубах «Автомобіліст» (аматори) та «Динамо». У 1992 році повернувся до України, де став гравцем клубу «Олімпія ФК АЕС» (Южноукраїнськ). У сезоні 1993/94 років захищав кольори «Первомайця» (Першотравневе), після чого повернувся до «Олімпії ФК АЕС», у футболці якої завершив футбольну кар'єру.

## Кар'єра тренера
По завершенні кар'єри гравця розпочав тренерську діяльність. З 1996 по жовтень 2001 року очолював клуб «Олімпія ФК АЕС» (Южноукраїнськ). У серпні—вересні 2003 року виконував обов'язки головного тренера МФК «Миколаїв». Потім працював у ДЮСШ міста Вознесенськ, а також тренував аматорський колектив «Сокіл» (Вознесенськ).

## Досягнення

### Як гравця
«Суднобудівник» (Миколаїв)
- Чемпіонат УРСР
  -  Бронзовий призер (2): 1984, 1985